# Данилов монастырь
Дани́лов монасты́рь (Свя́то-Дани́лов, Дани́ловский монастырь) — ставропигиальный мужской монастырь Русской православной церкви (РПЦ), расположенный в Москве на правом берегу Москвы-реки. Основан в конце XIII века московским князем Даниилом Александровичем. Был окончательно закрыт властями в октябре 1930 года. Передан Московскому патриархату в 1983 году для создания духовно-административного центра РПЦ. На его территории расположены отдел внешних церковных связей и Синодальная резиденция, в которой проводятся заседания Священного синода.

## История

### XIII—XVI века
Монастырь основал московский князь Даниил Александрович в конце XIII века. Исследователь истории Кремля Александр Воронов указывает 1282 год, когда князь миром решил конфликт между своими братьями Дмитрием Переяславским и Андреем Городецким за Владимирское великое княжение и право княжить в Новгороде.
Первой постройкой обители стал деревянный храм в честь преподобного Даниила Столпника, окружённый кельями и хозяйственными постройками. Территория была огорожена тыном — частоколом из мощных брёвен, вбитым в основание земляного вала. В обители находилась библиотека древних книг, позднее перенесённая в ризницу Спасского монастыря в Кремле. В 1293 году монастырь был разорён во время похода полководцев Золотой Орды на Северо-Восточную Русь.
После смерти князя Даниила его похоронили на общем монастырском кладбище. В 1330 году по указу Ивана Калиты даниловскую братию перевели в храм Спаса на Бору. Второе переселение произошло в конце XV века при правлении Ивана Васильевича III — на Крутицкий холм. По мнению Александра Воронова, причиной переноса являлось желание князя создать рядом со своим дворцом духовный центр и выделить место упокоения членов княжеской династии.
Погост обители и принадлежавшие ей сёла перешли под управление архимандрита кремлёвского Спасо-Преображенского монастыря на бору, приоритетом которого было обустройство нового великокняжеского монастыря. Без должного присмотра Даниловская обитель постепенно оскудела, к XV веку из построек сохранилась только деревянная церковь Даниила Столпника. Её возрождение началось при правлении Ивана Грозного. Место для строительства нового собора было выбрано на монастырском кладбище, недалеко от могилы князя Даниила. В 1561 году закончили возведение нового храма, получившего название Святых отцов семи Вселенских соборов. Его освятил митрополит Московский и всея Руси Макарий. Храм представлял собой небольшой белокаменный четверик с главой, крытой керамической черепицей зелёного цвета. Вокруг него были построены деревянные кельи. Рядом с монастырём находились конюшенный и крестьянские дворы.

### XVII—XVIII века
В 1591 году, когда войска крымского хана Казы-Гирея подступили к Москве, близ Данилова монастыря был устроен русский обоз — укреплённый передвижной лагерь. В декабре 1606-го у обители стояли полки военачальника Михаила Скопина-Шуйского для нанесения удара по отрядам Ивана Болотникова. В сентябре 1610 года отряды Лжедмитрия II подвергли монастырь обстрелу, повредив стены и башни.
В 1652 году монастырь обрёл мощи князя Даниила. Патриарх Никон с духовенством вскрыли могилу, а мощи святого перенесли в храм Семи Вселенских Соборов в деревянную гробницу у правого клироса. В 1670-е годы на территории монастыря построили трапезную с двумя придельными храмами — во имя Покрова Пресвятой Богородицы и пророка Даниила с шатровой колокольней и тремя каменными палатами. Здание трапезной, к которой примыкали две ризничные палаты, было вытянуто с востока на запад и располагалось недалеко от главного собора. Покровский и Пророкоданииловский храмы имели алтарную апсиду и главы луковичной формы. Они были украшены наличниками, карнизами, поясками, изразцовыми изображениями четырёх евангелистов работы Степана Иванова по прозвищу «Полубес». В 1682 году царь Феодор Алексеевич пожертвовал два колокола для новопостроенной колокольни. Их отливал главный литейщик Пушечного двора в Москве Фёдор Моторин.
В начале XVIII века, после поражения русской армии под Нарвой, по указу Петра I со звонниц стали снимать колокола для литья пушек. Всего была изъята четвёртая часть веса даниловских колоколов. В 1729 году разобрали соборный храм и возвели на его месте новый двухэтажный. Он с трёх сторон был окружён открытой галереей-гульбищем с двумя крыльцами. Постройку венчали барабан, главка луковичной формы и крест. В 1736-м храм расписал живописец Григорий Яковлев. Были сооружены также своды трапезной, новые главы, барабаны, кровли Покровского и Даниловского храмов. В 1731 году на средства московского купца М. А. Косырева закончилось строительство надвратной церкви. Её освятили во имя преподобного Симеона Столпника. В 1736-м в ней устроили колокольню. В 1746 году началась перестройка шатровой колокольни при храме Святых отцов и Покровской церкви: был снят верхний ярус, а на двух нижних возвели столпообразную церковь во имя преподобного Даниила Столпника. Её венчал восьмигранный барабан и главка.
После секуляризации монастырских земель в 1764 году Данилов монастырь стал третьеклассным. В 1771-м во время московской эпидемии чумы при нём устроили кладбище для умерших, которое позднее засыпали. Первые документальные сведения о землевладении Данилова монастыря относятся к 1785 году, когда на его счету числилось 18 десятин земли.

### XIX век
Накануне наступления французских войск Москву в 1812 году ризницу монастыря вывезли в Вологду, а казну — в Троице-Сергиеву лавру. При отступлении наполеоновские войска похитили оклад с гробницы князя Даниила. Новую серебряную вызолоченную раку для мощей изготовили в 1817-м.
В 1832—1834 годах строился новый храм Воскресения Словущего по проекту архитектора Фёдора Шестакова на месте стоявшей там одноимённой каменной церкви, построенной на рубеже XVII—XVIII веков. Он был выполнен в стиле позднего классицизма и имел пять престолов: освящения храма Воскресения Христова в Иерусалиме, святых первоверховных апостолов Петра и Павла, в честь святого пророка Илии, во имя Николая Чудотворца и в память святителя Иоанна Златоустого.
К середине XIX века из-за наполненности кладбища было решено расширить территорию монастыря. Западную часть стен XVII столетия разобрали до основания, а на её месте возвели новую с двумя угловыми башнями.
В 1890 году на средства купеческой вдовы Анастасии Захаровой литейщиком Ксенофонтом Верёвкиным был изготовлен колокол весом 722 пуда на заводе Финляндского. Для него устроили деревянную звонницу на помосте за оградой монастыря. В 1904-м изготовили новый колокол весом 365 пудов. С его главы несколькими ярусами спускались сводчатые кокошники с растительным декором, жемчужник, фриз в русско-византийском стиле. Через два года была укреплена надвратная колокольня, что позволило водрузить на неё колокол.
В августе 1892 года при обители открыли бесплатную церковно-приходскую школу для бедных, состоявшую под надзором Московского Кирилло-Мефодиевского братства. К 1903-му в ней занимались 52 ученика, 36 из которых были крестьяне, остальные принадлежали к мещанскому сословию. В школе изучали Закон Божий, церковное пение, церковнославянскую грамоту, русский язык, арифметику, отечественную историю, географию, чистописание.
В конце XIX века в Даниловом монастыре был устроен приют для монашествующих. В 1902 году его преобразовали в общемонастырскую больницу для служителей Московской епархии. Вскоре больничные палаты соединили с надвратной церковью преподобного Симеона Столпника. Её обновили на средства вдовы статского советника В. С. Ляминой.

### Первая половина XX века
В начале XX века по проекту архитектора Фёдора Шехтеля была устроена усыпальница купцов братьев Ляпиных в подклете и на первом этаже храма Святых отцов. Она была сделана в два яруса: на нижнем находилась крипта, на верхнем — часовня с витражами.
1 мая 1917 года настоятелем монастыря был назначен епископ Волоколамский Феодор (Поздеевский); вместе с ним пришли многие его друзья-единомышленники, выпускники и студенты Московской духовной академии. Монастырь, имущество которого в соответствии с Декретом об отделении церкви от государства было национализировано и в 1919 году формально закрытый властями, в последовавшие до фактического закрытия годы пережил период духовного подъёма, функционируя как клир приходской Даниловской общины. В начале 1920-х годов в монастыре временно пребывали многие архиереи, назначенные патриархом Тихоном на кафедры, но не получавшие разрешения властей отбыть к своей епархии, среди которых были Серафим (Чичагов), Иларион (Троицкий), Трифон (Туркестанов), Дамаскин (Цедрик), Прокопий (Титов), Пахомий (Кедров), Гурий (Степанов), Валериан (Рудич), Иоасаф (Удалов), Амвросий (Полянский), Парфений (Брянских). Проживавшие в обители епископы занимали общую с настоятелем Феодором (Позднеевским) жёсткую непримиримую позицию по отношению к обновленчеству и советской власти и получили неофициальное название — «даниловцы» (впоследствии многие клирики монастыря принадлежали к «непоминающим»). Писатели Краснов-Левитин и Вадим Михайлович Шавров в книге «Очерки по истории русской смуты» писали:
До самой смерти Патриарха Тихона Данилов монастырь играл роль оппозиции справа. Сторонники архиепископа Феодора были во много раз более ярыми «тихоновцами», чем сам Патриарх Тихон.
В 1918 году начала работу Высшая богословская школа, в которой преподавал Феодор. Однако через два года его арестовали по обвинению в антисоветской агитации, и школа была закрыта.
В октябре 1929 года Троицкий собор передали учреждению «Союзхлеб» под склад муки. 6 октября 1930 года у членов Даниловской общины были отобраны ключи от всех построек монастыря; на следующий день мощи князя Даниила были перенесены в приходский храм Воскресения Словущего у южной стены монастыря, где богослужения совершались до 1932 года. Вскоре был арестован наместник обители архимандрит Тихон (Баляев).
В 1930 году даниловские колокола купил американский меценат Чарльз Ричард Крейн. Их перевезли и разместили на территории Гарвардского университетского городка. В монастырь их вернули в 2008 году, предварительно отлив для университета точные копии под руководством Общества церковных звонарей.

В 1930 году в помещениях монастыря начал работу приёмник-распределитель для беспризорных детей и несовершеннолетних правонарушителей. 
Детей расстрелянных (на бутовском полигоне) свозили в детприёмник, который находился в Даниловом монастыре. Имелся специальный приказ — разлучать братьев и сестёр и даже знакомых между собой детей. В Даниловом монастыре известно место у стены, где были найдены останки множества детей. В детприёмнике дети болели, умирали, и их там стали хоронить. На этом месте построена часовня.
 Храмы подверглись опустошению и перестройке, некрополь был уничтожен. В 1931 году в монастырском дворе установили памятник Владимиру Ленину.

### Вторая половина XX века
На рубеже 1970-х — 1980-х годов здания монастырского комплекса обветшали. Была разорена надвратная церковь и разобрана колокольня, храм Святых отцов стоял без завершений и Даниловской церкви. Троицкий собор лишился глав, южных и северных портиков.
Осенью 1982 года патриарх Пимен и Синод обратились к руководству СССР с просьбой о передаче патриархии одного из бывших московских монастырей для создания духовно-административного центра РПЦ, что было приурочена к предстоящему юбилею 1000-летия Крещения Руси. 5 мая 1983 года в Совет по делам религий при Совете Министров СССР поступило сообщение о положительном решении этого вопроса. Решением Совета Министров СССР от 18 мая 1983 года РПЦ были безвозмездно переданы здания бывшего Данилова монастыря. К тому времени в нём размещались несколько организаций: центр временной изоляции несовершеннолетних преступников, специальная научная реставрационная мастерская «Союзреставрация», филиал завода «Искра». Как вспоминал В. С. Лупандин: «Поверить в это было непросто. Чтобы в центре Москвы, этого образцового коммунистического города, среди бесчисленных красных флагов, стендов с идеологической агитацией под названием Наш советский образ жизни или КПСС — ум, честь и совесть нашей эпохи, вдруг церковники, как тогда называли православных, открыли не храм, а самый настоящий монастырь? Нет, здесь что-то не так, этого не может быть, — говорили многие».
Журнал Московской Патриархии № 8 за 1983 год содержал материал о посещении 17 мая патриархом Пименом и сопровождавшими его лицами председателя Совета по делам религий при Совете министров СССР Владимира Куроедова, который сообщил иерархам, что правительство СССР приняло решение возвратить Данилов монастырь «для создания в нём и на прилегающем участке Административного центра Московского Патриархата; разрешено также строительство новых служебных помещений на этой территории». Наместником возрождающейся обители был назначен архимандрит Евлогий (Смирнов), эконом Троице-Сергиевой Лавры.
Монастырь восстанавливался как духовный и административный центр РПЦ, средства жертвовались приходами Москвы и епархиями Московского патриархата. Для восстановления обители указом патриарха Пимена была образована ответственная комиссия по реставрации и строительству Данилова монастыря. Её председателем назначили митрополита Таллинского и Эстонского Алексия, его заместителем — митрополита Минского и Белорусского Филарета. Ремонтные работы выполняли мастерские Всесоюзного объединения «Союзреставрация», которыми руководил архитектор И. И. Маковецкий. Среди реставраторов были иконописцы Зинон (Теодор) и Сергей Фёдоров. В ходе реставрации из храма Святых отцов были удалены все чужеродные элементы: междуэтажные перекрытия, перегородки, санузлы, закладки окон, наслоения красочных и штукатурных слоёв.
Братский хор монастыря возглавил известный московский регент В. Н. Чуенков.
В 1986 году восстановленный Троицкий собор и монастырь посетил митрополит Феодосий (Лазор), предстоятель Американской православной церкви. Он передал обители частицы мощей князя Даниила, которые ранее принадлежали Феодору, а с 1932 года находились в Америке. В том же году рядом с храмом Воскресения Словущего возвели гостиничный комплекс, напротив которого был разбит партерный сквер. Больничный корпус, примыкающий к надвратному храму, реконструировали в 1986—1987 годах. К зданию с запада пристроили трёхэтажное здание, в котором разместилась братская трапезная.
Летом 1988 года, к 1000-летию Крещения Руси, отреставрировали иконы и иконостас в храме Святых отцов семи Вселенских соборов, построили Надкладезную и Поминальную часовни (арх. Алонов Ю. Г.). Поминальная, сооружённая в память погребённых в Даниловом монастыре, выполнена в традициях псковско-новгородского зодчества. Надкладезная, расположенная в центре монастырской площади, носит мемориальный характер. В том же году был создан монастырский музей и организована первая выставка. В музее хранятся рукописные и старопечатные книги, копии старинных гравюр, портреты и фотографии, личные вещи, принадлежавшие насельникам Даниловой обители.
В 1989 году, после многолетнего перерыва, в монастыре была открыта воскресная школа. К 1990 году отреставрировали башни и дали им названия: Новоданиловская, Кузнечная, Алексиевская, Настоятельская, Георгиевская, Нагорная, Патриаршья, Синодальная. В 1992 году начали работу катехизические курсы для взрослых. По состоянию на 2018 год в монастыре работает центр духовного развития молодёжи, регентско-певческие курсы и курсы звонарского мастерства, художественные мастерские.

## Архитектурный ансамбль
Храм Святых отцов семи Вселенских соборов
Храм представляет собой сложное в архитектурно-композиционном смысле сооружение и состоит из нескольких частей. В основании центрального собора лежит церковь Покрова с северным приделом пророка Даниила. Верхний «летний» храм возведён на ней в 1729 году в формах московского барокко. В 1752 году над западным притвором и папертью нижнего храма была поставлена ярусная церковь Даниила Столпника. Таким образом, сложилась уникальная для московской архитектуры композиция — два верхних храма на одном нижнем. Храм реставрировался в 1970—1980-е годы, был вновь освящён в 1988 году.
Троицкий собор
Построен в 1838 году на средства купцов Куманиных и Шустовых по проекту архитектора Осипа Бове в стиле позднего классицизма. Центральный престол храма был освящён митрополитом Московским Филаретом (Дроздовым). В том же году освятили два престола в приделах: южный во имя преподобного Алексия и северный в память Зачатия праведной Анны. В 1930-х годах собор был перестроен под нужды колонии. После реставрационных работ в 1986 году центральный престол освятил архимандрит Евлогий, через два года был освящён придел Рождества Иоанна Предтечи. В храме хранятся части мощей Даниила, иконы Божией Матери «Троеручица» и преподобного Иоанна Кассиана Римлянина.
Резиденция Священного Синода и Патриарха
Двухэтажное здание, расположенное в западной части обители, было построено коллективом архитекторов во главе с Юрием Рабаевым. На втором этаже в 1988 году устроили и освятили домовую церковь в честь Всех святых, в земле Российской просиявших.
Церковь Симеона Столпника
Возведена в 1732 год над Святыми воротами под руководством архитектора Ивана Мичурина. Выполнена в стиле барокко, украшена балясинами и ширинками. После закрытия монастыря в воротах церкви находился контрольно-пропускной пункт в детскую колонию. К 1982 году три верхних яруса храма-колокольни и его глава были снесены, а через два года восстановлены в прежних формах. Внутреннее пространство храма украшает трёхъярусный иконостас с расписными тяблами.
Церковь Всех Святых в Земле Российской просиявших в Патриаршей резиденции построена в 1988 году под руководством архитектора Юрия Рабаева.

Церковь преподобного Серафима Саровского существует с 1984 года. В 1986—1987 годах была закрыта на реконструкцию, освящена в 1988 году. В ней хранятся чётки и часть мантии Серафима Саровского, проводятся ежедневные молебны и панихиды.

Поминальная часовня построена по проекту архитектора Юрия Георгиевича Алонова в 1988 году.

Надкладезная часовня возведена в 1988 году на монастырской площади в честь 1000-летия Крещения Руси.
Другие постройки монастыря: здание отдела внешних церковных связей, настоятельские покои (1828), братский корпус (1869), помещение бывшей общемонастырской больницы Московской епархии (1890) и гостиница «Даниловская» (1986).
- Фотографии зданий монастырского комплекса
- Вход в монастырь со стороны храма Воскресения Словущего, 2013 год
- Храм Святых отцов семи Вселенских соборов, 2012 год
- Троицкий собор, 2012 год
- Монастырская часовня, 2007 год
- Надкладезная часовня на Соборной площади, 2012 год
- Резиденция Священного Синода и Патриарха Московского и всея Руси, 2012 год
- Приписанная к Данилову монастырю часовня святого Даниила Московского у станции метро «Тульская», 2014 год
- Отдел внешних церковных связей Московской Патриархии, 2007 год
- Даниловская гостиница, 2008 год

## Иконостасы
Самый большой и древний иконостас монастыря расположен в храме Святых отцов семи Вселенских соборов. Среди образов местного ряда: Владимирская икона Божией Матери с акафистом на полях, Казанская икона Божией Матери с клеймами «Сказания». Верхние уровни представляют собой единый ансамбль из 67 ликов костромского письма конца XVII века, переданных в Данилов монастырь из Троице-Сергиевой лавры и Московской духовной академии. В иконостасе придела во имя пророка Даниила помещены икона «Спас Нерукотворный», образ Божией Матери «Гора Нерукосечная».
Иконостас придела преподобного Даниила Столпника — четырёхъярусный. Царские врата XVII столетия были переданы из музеев Московского Кремля и являются высокохудожественным памятником древнерусского искусства. Праздничный ряд составлен из икон XVIII—XIX веков. В деисусный чин входят пять образов северных писем начала XVII века.
Трёхъярусный иконостас в надвратной церкви Симеона Столпника был оформлен в 1986 году по проекту иконописца Сергия Николаевича Добрынина. Он составлен из ликов XVII—XX веков, поступивших из Псковско-Печерского монастыря.

## Некрополь
В 1771 году был издан указ о запрете хоронить умерших в городах. После этого в течение века на территории Данилова монастыря, как и других ближних подмосковных обителей, сформировался обширный некрополь, где есть могилы купеческих семейств: Бабкиных, Захаровых, Куманиных, Овчинниковых, Хлебниковых. По мнению исследователей, наибольшую культурно-историческую ценность представлял уголок с захоронениями славянофилов, где покоились Алексей Хомяков, Юрий Самарин, Дмитрий Валуев, Александр Кошелёв, Юрий Венелин, Владимир Черкасский, а также близкие к ним по взглядам писатель Николай Гоголь и поэт Николай Языков. В монастыре были также похоронены художник Василий Перов, музыкант Николай Рубинштейн и другие известные деятели. После закрытия обители в 1929 году некрополь был уничтожен, часть захоронений перенесли на Новодевичье кладбище. Для хранения останков, обнаруженных при реставрации, была сооружена часовня-костница.
В апреле 2007 года под южной галереей храма Святых отцов семи Вселенских соборов обнаружили могилу архиепископа Никифора Феотокиса. Недалеко от места захоронения был установлен памятный беломраморный крест.

## Настоятели и наместники монастыря
| Настоятели - Иоанн (до 1330) - Гавриил (Домецкий) (упом. 1677—1680) - Дионисий (Ушаков) (1697—1700) - Константин (Борковский) (1759 —?) - Никифор Феотоки (1792—1800) - Амвросий (Виноградский) (29 августа 1807—1809) - Иосиф (Величковский) (1809—1811) - Ираклий (Евреинов) (1811 — 31 октября 1815) - Дамаскин (Россов) (20 апреля — 3 июля 1816) - Геннадий (Баронович) (1816—1822) - Феофилакт (13 сентября 1822—1831) - архимандрит Пармен (1848—?) - Иаков (Кротков) (1855—1870) - Амфилохий (Сергиевский-Казанцев) (1870—1888) - Сергий (Воскресенский) (1900—1901) - Тихон (Руднев) (18 июля 1901 — 11 сентября 1904) - Никон (Рождественский) (вторая половина 1904 — середина 1906) - Анастасий (Грибановский) (29 июня 1906 — май 1914) - Иоаким (Хромов) (23 мая 1914 — 1 мая 1917) - Феодор (Поздеевский) (1 мая 1917—1930) | Наместники - Герасим (Садковский) (1919—1920) - Поликарп (Соловьёв) (1920—1929) - Тихон (Баляев) (1929—1930) - Евлогий (Смирнов) (23 мая 1983 — 1 августa 1986) - Пантелеимон (Долганов) (1 августа 1986 — 12 мая 1987) - Тихон (Емельянов) (12 мая 1987 — январь 1990) - Ипполит (Хилько) (январь 1990 — май 1992) - Алексий (Поликарпов) (с 10 мая 1992) |